# ريناتو سوبرال
ريناتو سوبرال (تلفظ برتغالي: /ʁeˈnatu soˈbɾaw/؛ مواليد 7 سبتمبر 1975) هو مُقاتل فنون قتالية مختلطة برازيلي مُعتزل.

## وصلات خارجية
- ريناتو سوبرال على موقع يو إف سي (الإنجليزية)
- ريناتو سوبرال على موقع بيلاتور (الإنجليزية)
- ريناتو سوبرال على موقع شيردوغ (الإنجليزية)
- ريناتو سوبرال على موقع Tapology.com (الإنجليزية)
- ريناتو سوبرال على موقع قاعدة بيانات المصارعة الدولية (الإنجليزية)
- ريناتو سوبرال على موقع IMDb (الإنجليزية)
- ريناتو سوبرال على موقع قاعدة بيانات الفيلم (الإنجليزية)